# Schaatsen op de Olympische Winterspelen 2010 - 5000 meter vrouwen
De 5000 meter vrouwen op de Olympische Winterspelen 2010 in Vancouver vond plaats op woensdag 24 februari 2010 in de Richmond Olympic Oval in Richmond, Canada. De 5000 meter werd gewonnen door de Tsjechische Martina Sáblíková.

## Records
| Titelhouder      | Clara Hughes      | CAN | 6.59,07 | Turijn         |
| Wereldrecord     | Martina Sáblíková | CZE | 6.45,61 | Salt Lake City |
| Olympisch record | Claudia Pechstein | GER | 6.46,91 | Salt Lake City |

## Statistieken

### Uitslag
| #      | Naam                   | Land | Tijd    |
| ------ | ---------------------- | ---- | ------- |
| Goud   | Martina Sáblíková      | CZE  | 6.50,92 |
| Zilver | Stephanie Beckert      | GER  | 6.51,39 |
| Brons  | Clara Hughes           | CAN  | 6.55,73 |
| 4      | Daniela Anschütz-Thoms | GER  | 6.58,64 |
| 5      | Maren Haugli           | NOR  | 7.02,19 |
| 6      | Kristina Groves        | CAN  | 7.04,57 |
| 7      | Masako Hozumi          | JPN  | 7.04,96 |
| 8      | Jilleanne Rookard      | USA  | 7.07,48 |
| 9      | Shiho Ishizawa         | JPN  | 7.12,23 |
| 10     | Jorien Voorhuis        | NED  | 7.13,27 |
| 11     | Elma de Vries          | NED  | 7.16,68 |
| 12     | Cindy Klassen          | CAN  | 7.22,09 |
| 13     | Svetlana Vysokova      | RUS  | 7.23,33 |
| 14     | Cathrine Grage         | DEN  | 7.23,83 |
| 15     | Maria Lamb             | USA  | 7.25,15 |
|        | Katrin Mattscherodt    | GER  | DQ      |

### Loting
| Rit | Binnenbaan        | Buitenbaan             |
| --- | ----------------- | ---------------------- |
| 1   | Maria Lamb        | Cindy Klassen          |
| 2   | Jorien Voorhuis   | Svetlana Vysokova      |
| 3   | Jilleanne Rookard | Katrin Mattscherodt    |
| 4   | Elma de Vries     | Cathrine Grage         |
| 5   | Masako Hozumi     | Clara Hughes           |
| 6   | Shiho Ishizawa    | Maren Haugli           |
| 7   | Stephanie Beckert | Kristina Groves        |
| 8   | Martina Sáblíková | Daniela Anschütz-Thoms |

1988 · 
1992 · 
1994 · 
1998 · 
2002 · 
2006 · 
2010 · 
2014 · 
2018 ·
2022